# Spaden

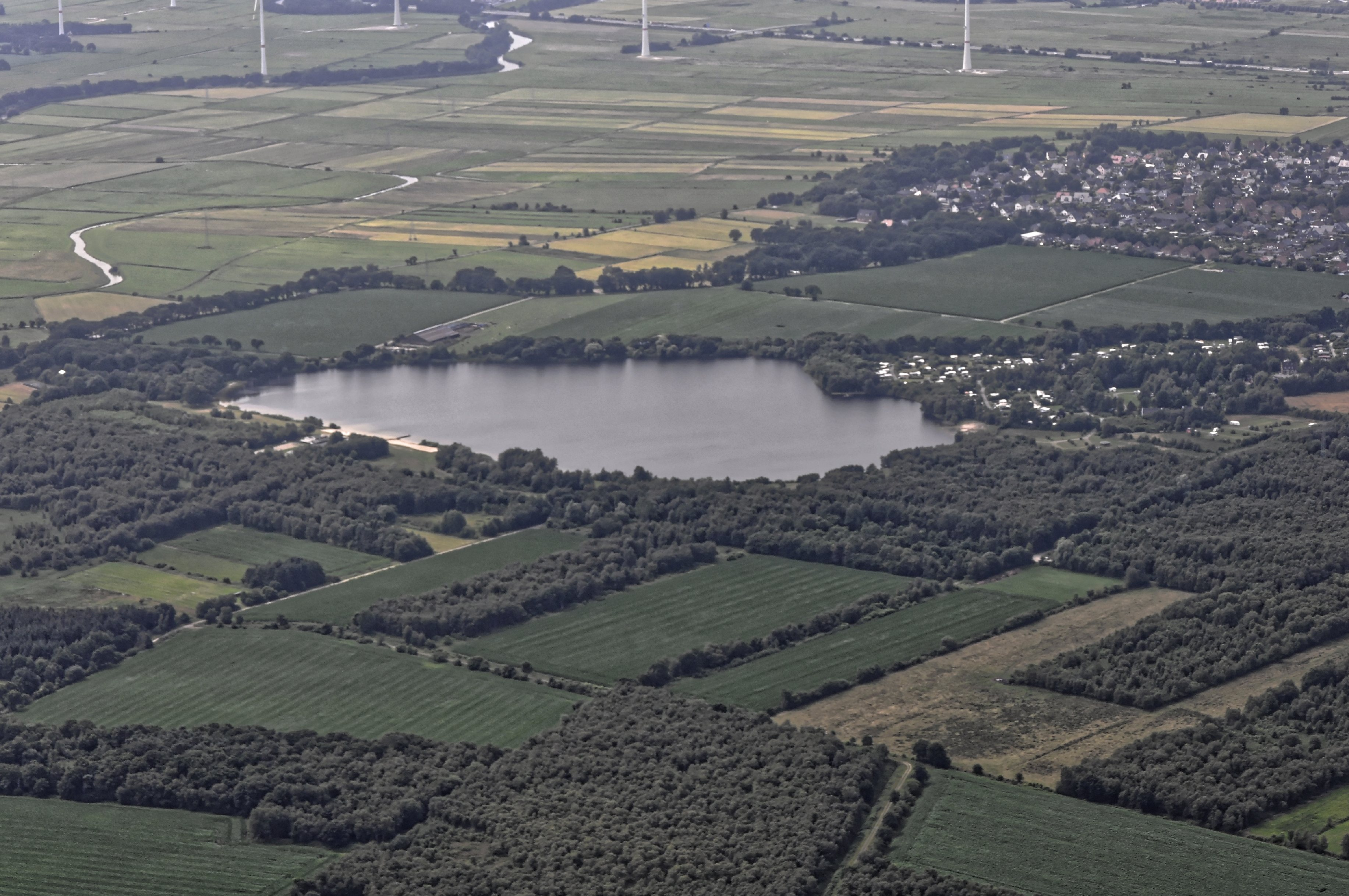
Spaden neben dem See

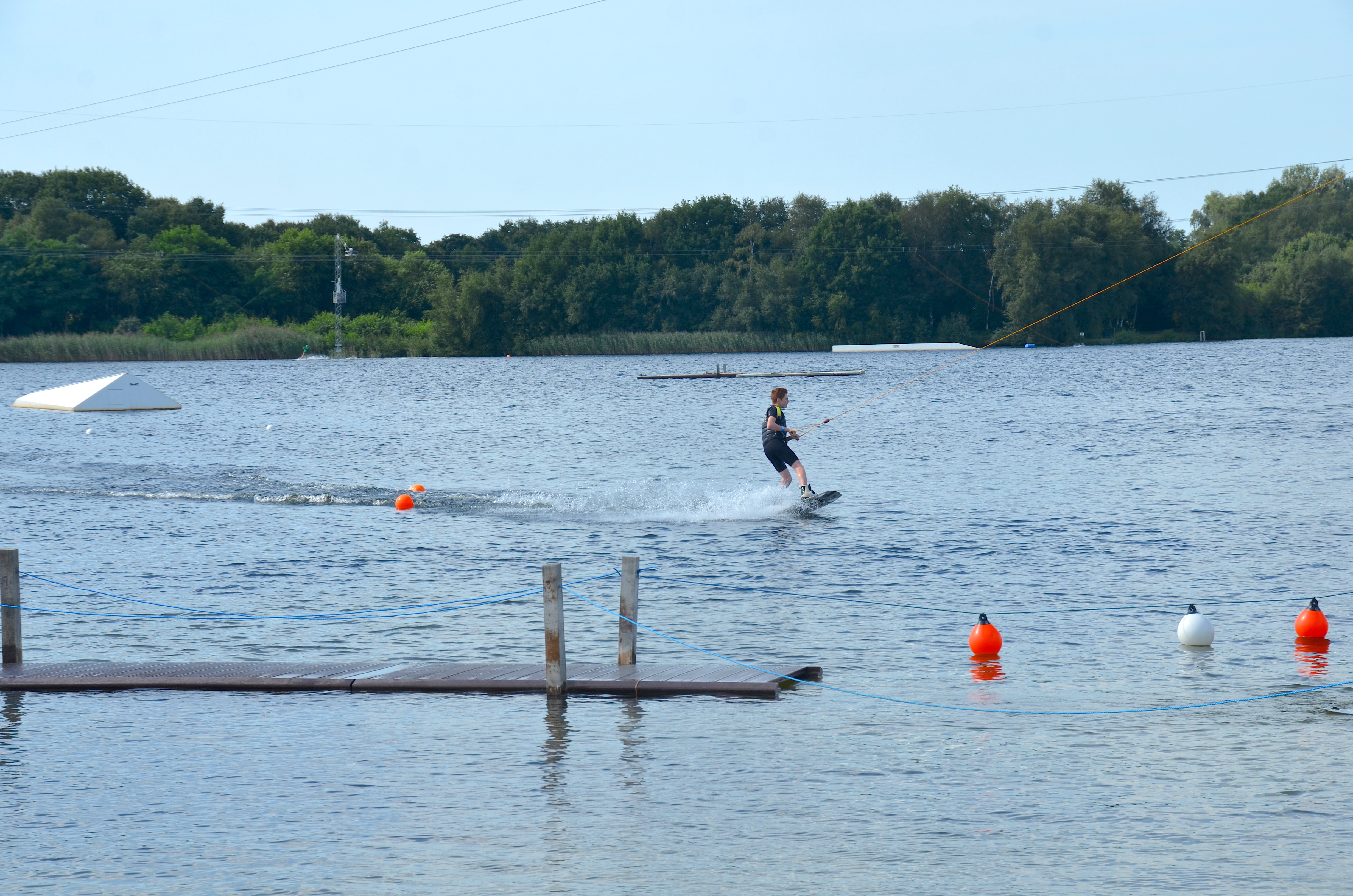
Wassersport am Spadener See

Spaden ist eine Ortschaft in der Einheitsgemeinde Schiffdorf im niedersächsischen Landkreis Cuxhaven.

## Geografie
|                                             |                                             | Wehden |
| Stadt Bremerhaven (Freie Hansestadt Bremen) | Kompassrose, die auf Nachbargemeinden zeigt | Laven  |
|                                             | Schiffdorf (Kernort)                        | Bramel |

(Quelle:)

## Geschichte
Der Ortsname Spaden wird gemäß Nachforschungen bei den Pfarrämtern Debstedt, Bederkesa, Lehe und beim Kloster Neuenwalde aus dem altenglischen Wort spot (spoot, spood) hergeleitet, welche so viel wie Fleck, Platz oder Höhe, also einer Landschaft, die sich durch andere Beschaffenheit von der Umgebung abhebt, bedeuten. Die wahrscheinlich erste Besiedlung von Spaden könnte im 8. Jahrhundert stattgefunden haben. Die Ortschaft wurde 1267 zum ersten Mal erwähnt. Gegen 1300 hatte Spaden mehr als 150 Einwohner. 1490 brannte fast der gesamte Ort in einer Feuersbrunst nieder. An der Stelle der alten hölzernen Kapelle wurde um 1500 nun die Spadener Kapelle aus Ziegeln errichtet, in der örtlichen Mundart „Klus“ genannt. In der Mitte des 16. Jahrhunderts brachten Walfänger und Hafenarbeiter aus Amsterdam eine Glocke für die Klus mit, für die ein Glockenturm gebaut wurde. Wahrscheinlich begründeten die Holländer Spadens besondere Geltung in der Ausbildung von Kapitänen in der Grönlandfahrt.
1716 gab es ein zweites großes Feuer. Aber das Dorf wuchs und wurde 1753 neben Sievern der größte Ort der Börde Debstedt. 1829 wurde eine neue Schule an der Leher Straße gebaut und die alte Schule an der Tötje abgerissen. Die Klus wurde 1894 wegen Baufälligkeit renoviert. Die dritte große Katastrophe in der Geschichte des Dorfes passierte 1894, ein gewaltiger Sturm deckte alle Dächer im Dorf ab. 1899 wurde an der Wehdener Straße eine Holländische Windmühle gebaut.
Das Strohdach der alten Klus wurde 1900 durch ein Ziegeldach ersetzt. 1903 wurde ein Schießstand gebaut. Die Holländische Windmühle ging 1910 in Flammen auf und wurde später abgerissen. Seit 1920 hat Spaden eine elektrische Stromversorgung. 1927 wurde ein Kriegerdenkmal eingeweiht. Der Spadener Friedhof bekam 1949 eine Kapelle. Beim Bau der Bundesautobahn Bundesautobahn 27 Ende der 1960er Jahre entstand der Spadener See. 1977 wurde am Spadener See eine Freizeitanlage eröffnet.

### Eingemeindungen
Im Zuge der Gebietsreform in Niedersachsen, die am 1. März 1974 stattfand, verlor Spaden seine politische Selbstständigkeit und wurde ein Ortsteil der Einheitsgemeinde Schiffdorf.

### Einwohnerentwicklung
| Jahr | Einwohner | Quelle |
| ---- | --------- | ------ |
| 1300 | 00150 +   |        |
| 1910 | 0956      | [ 7 ]  |
| 1913 | 01000 +   |        |
| 1925 | 1122      | [ 8 ]  |
| 1933 | 1322      | [ 8 ]  |
| 1939 | 1385      | [ 8 ]  |
| 1950 | 2091      | [ 9 ]  |

| Jahr | Einwohner | Quelle |
| ---- | --------- | ------ |
| 1956 | 2300      | [ 9 ]  |
| 1973 | 3149      | [ 1 ]  |
| 2007 | 4428      | [ 10 ] |
| 2014 | 4477      | [ 11 ] |
| 2017 | 4631      | [ 12 ] |
| 2020 | 4634      | [ 13 ] |
| 2022 | 4759      | [ 2 ]  |

+ Überschreitung der Angabe (laut Geschichte)
|  |

## Politik

### Ortsrat
Der Ortsrat setzt sich aus Mitgliedern folgender Parteien zusammen:
- SPD: 5 Sitze
- Gruppe Freie Bürger: 2 Sitze
- CDU: 4 Sitze

(Stand: Kommunalwahl 12. September 2021)

### Ortsbürgermeister
Der Ortsbürgermeister von Spaden ist Fredo Tiedemann (FB). Seine Stellvertreter sind Carsten Kamjunke (CDU), Markus Blöck (FB) und Sandra Coordes (CDU).

### Wappen
Der Entwurf des Kommunalwappens von Spaden stammt von dem Heraldiker und Wappenmaler Albert de Badrihaye, der zahlreiche Wappen im Landkreis Cuxhaven erschaffen hat.
| Wappen von Spaden | Blasonierung: „In Gold ein schwarzer Schräglinksbalken, belegt mit einem silbernen Spaten am goldenen Stiel.“                              |
| Wappen von Spaden | Wappenbegründung: Der Spaten in Form eines Torfspatens deutet auf die Ableitung des Ortsnamens vom mittelniederdeutschen Wort „Spade“ hin. |

## Kultur und Sehenswürdigkeiten

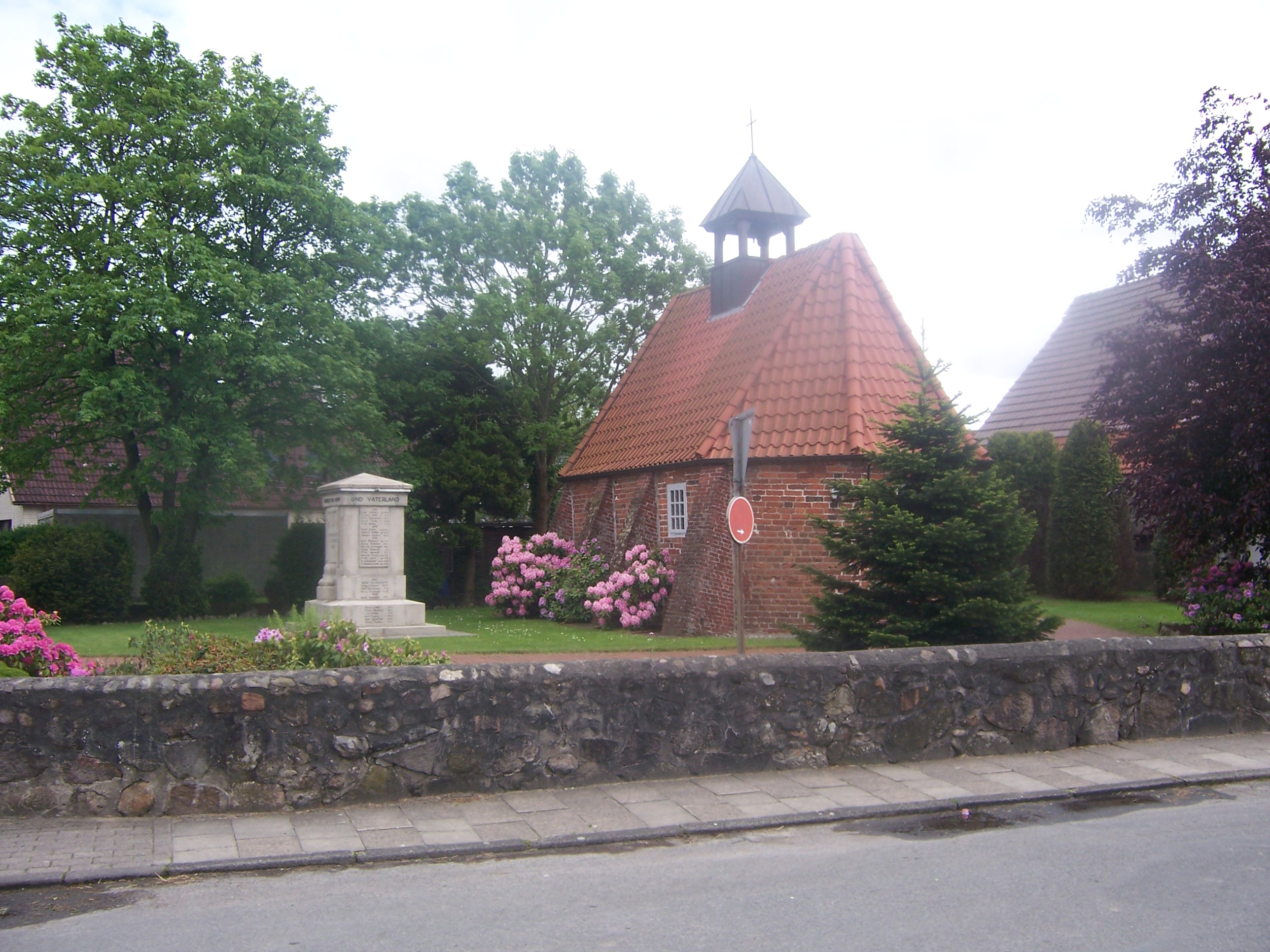
Die alte Klus

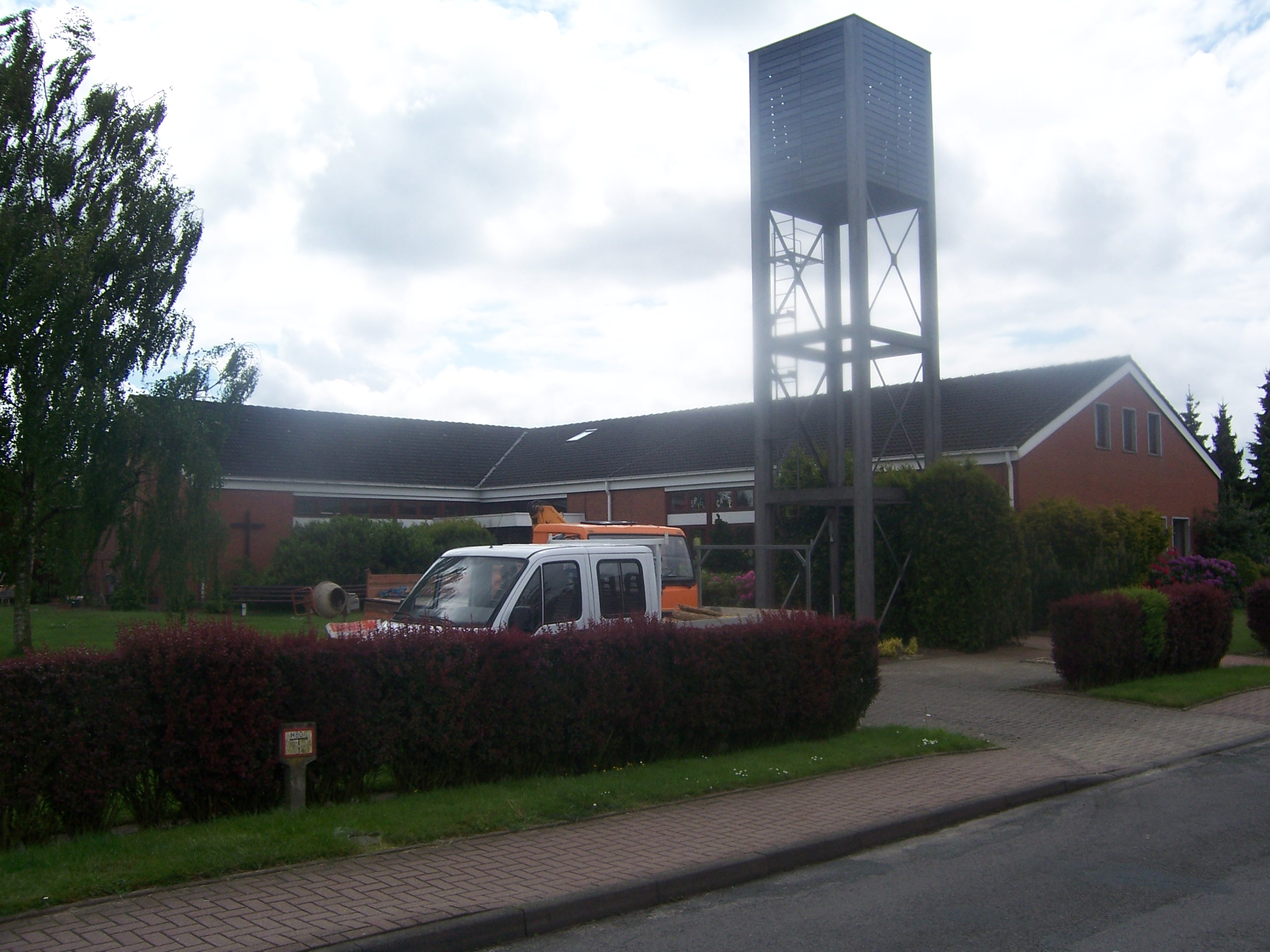
Spadens Kirche

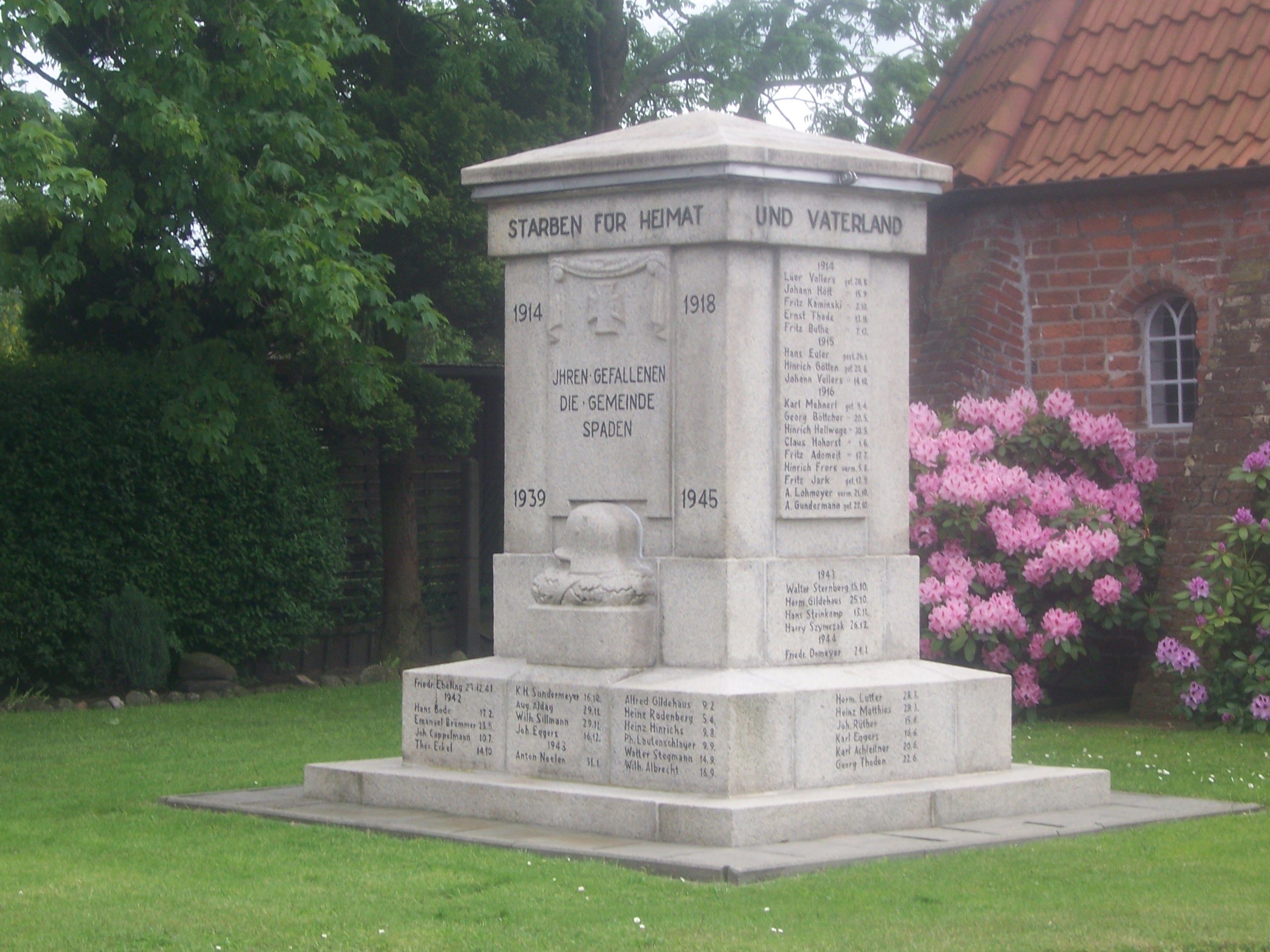
Das Kriegerdenkmal

### Bauwerke
- Die Alte Klus ist die kleine Spadener Kapelle von um 1500.
- Die neue Kirche ist die heutige Spadener Kirche
- Das Kriegerdenkmal wurde im Gedenken an die im Ersten Weltkrieg gefallenen Soldaten gebaut, später wurden am Sockel die Namen der im Zweiten Weltkrieg Gefallenen hinzugefügt.

### Parks
- Der Spadener See ist durch den Bau der A 27 entstanden. Der unter dem ehemaligen Moorgelände befindliche Sand wurde mittels Saugbaggern zur Autobahn gespült und dort als Unterbaumaterial verwandt. Beim Wasser handelt es sich um Moorwasser. Bis 2004 war die Benutzung des Sees kostenlos. Inzwischen gehört das rundherum eingezäunte Gelände einem privaten Investor.

### Vereine und Verbände
- Akkordeonorchester Bremerhaven-Spaden
- Angelsportverein Spaden
- Arbeiterwohlfahrt Spaden
- Bürger- und Heimatverein Spaden (aufgelöst)
- DRK – Ortsverein Spaden
- Förderkreis für den SC Lehe-Spaden
- Förderverein der Grundschule Spaden
- Gewerbering Spaden
- Jagdgenossenschaft Spaden
- Kinderchor Spaden
- Kleingärtnerverein Spaden
- Landjugend Spaden
- Reitverein Spaden und Umgegend
- SC Lehe-Spaden
- Schützenverein Spaden
- Shanty-Chor Spaden.
- Singgemeinschaft Spaden
- TV Gut Heil Spaden
- Verein der Freunde und Förderer des Handballsports in Spaden
- Windsurfing-Club Wesermünde

## Wirtschaft und Infrastruktur

### Unternehmen
An der Autobahn-Anschlussstelle 6 „Bremerhaven-Überseehäfen“ der A 27 wurde auf Spadener Gebiet, in den 1970er Jahren, mit einem Apollo Markt der Grundstein für ein großes Einkaufsareal gelegt. Dieses Gelände wurde stetig ausgebaut. Es finden sich heute Rossmann, Media Markt, Adler und Modepark Röther, Optimal Möbel, Funkelhaus Lampen, Lidl, Aldi, Hammer-Einrichtungshaus, Wehrmann-Rindenhof, Sonderpostenmarkt, Deichmann, ein China-Restaurant sowie ein Autohaus auf dem Gelände.

In Spaden gibt es außerdem eine Fleischwaren-Manufaktur.

### Verkehr
Spaden liegt an der Bundesautobahn 27 östlich und nordöstlich von Bremerhaven. Zum Stadtteil Bremerhaven-Lehe führt die Leher Straße.
Um 1930 wurde Spaden mit einer Buslinie angebunden. Von 1984 bis 1995 fuhr durchgehend die Linie 8 bis nach Bremerhaven – Stadtmitte – Hauptbahnhof.
Der Ort lässt sich mit der BremerhavenBus-Linie 507 erreichen; das Anruf-Linien-Taxi (ALT) und das Anruf-Sammel-Taxi (AST) ergänzen das Angebot an allen Tagen der Woche (auch in den Schulferien).

## Persönlichkeiten

### Söhne und Töchter des Ortes
- Werner Freitag (* 1946), Schwimmer, mehrfacher Deutscher Meister und Olympiateilnehmer 1964 und 1968, von 1998 bis 2018 Präsident des Hessischen Schwimmverbandes

### Personen, die mit dem Ort in Verbindung stehen
- Gustav Kuhr (1914–2000), Bootsbauer, Werfterrichter in Wesermünde/Bremerhaven (Nachkriegszeit), baute die ersten geschlossenen und unsinkbaren Rettungsboote, fand in einer Spadener Gaststätte eine neue Produktionsstätte
- Harro Heinz Theodor Fromme (1921–2008), Opernsänger (Bassbariton), Filmdirektor und Maler, lebte bis zu seinem Tod in Spaden
- Dirk Behrens (* 1954), zeitgenössischer Maler und Grafiker, verbrachte seine Kindheit in Spaden

## Sagen und Legenden
- Die Zwerge im Löhberg[19]